# Filharmoniska sällskapet i Stockholm
Filharmoniska sällskapet i Stockholm grundades 1885 av Andreas Hallén.
Sällskapets syfte var att framföra större körverk. Sällskapet ombildades 1903 till Nya filharmoniska sällskapet och verksamheten upphörde 1912.
Filharmoniska sällskapet gav flera konserter årligen i Hedvig Eleonora kyrka, på Musikaliska Akademien eller på Kungliga Teatern. Kören bestod av 130-150 personer och orkester var för det mesta Hovkapellet. Då sällskapet 1896 framförde Händels Simson var antalet medverkande ca 400.

## Dirigenter
- 1885-1895 Andreas Hallén
- 1895-1897 Ivar Hedenblad
- 1897-1900 Wilhelm Stenhammar
- 1900-1903 Erik Åkerberg
- 1904 Frederik Rung
- 1904-1906 Wilhelm Stenhammar
- 1906-1912 Conrad Nordqvist, Armas Järnefelt, Victor Wiklund